# Johanneum (Dresden)

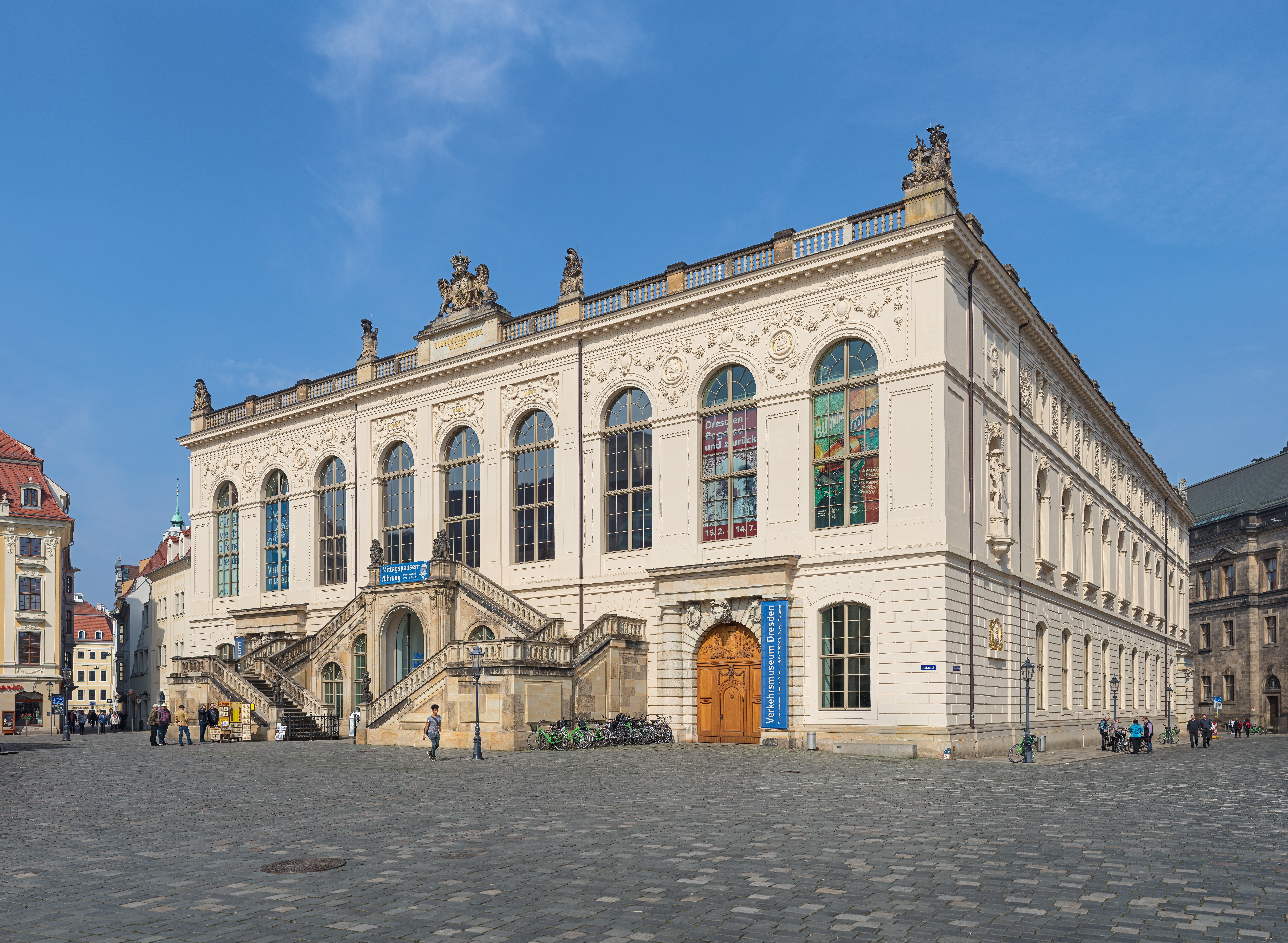
Das Johanneum am Dresdner Neumarkt (2019) in seiner Neo-Renaissance Form

Das Johanneum ist ein zwischen 1586 und 1888 errichtetes Renaissancegebäude in Dresden. Es wurde ab dem 19. Jahrhundert nach König Johann von Sachsen benannt und diente als Stallgebäude (Marstall) ursprünglich der Unterbringung der kurfürstlichen Elite-Pferde und ihrer Ausstattung.
Als öffentlich zu besichtigendes Prunkgebäude war es das erste Museum der Neuzeit.
Es befindet sich am Neumarkt nahe der Frauenkirche. An das Gebäude schließt sich der Stallhof, der einzige noch original erhaltene Ringstechplatz Europas an, und der Lange Gang, ein Verbindungsgang zum Schloss. Hinter dem Johanneum befand sich ab 1618 die erste Reithalle der Welt, die heute nicht mehr existiert.

## Geschichte
Das Stallgebäude mit Harnischkammer wurde zwischen 1586 und 1590 von dem Architekten Paul Buchner für Kurfürst Christian I. erbaut. Das Bauwerk wurde neben dem Dresdner Residenzschloss errichtet und hatte damals fast die gleiche Größe wie dieses. Es wurde über den Langen Gang mit dem Georgenbau verbunden, der damit auch den Stallhof nach außen abgrenzte.
Das Gebäude diente der Unterbringung der kurfürstlichen Pferde. Über dem kurfürstlichen Elitestall im Erdgeschoss, der 128 Pferde der Reitkunst zur Schau stellte, waren die Kurfürstliche Rüst- und Harnischkammer sowie kurfürstliche Gemächer untergebracht.
Der Bau war motiviert durch den Import extrem teurer italienischer Reitkunstpferde, die auf dem medischen Nisäer basierten, und dem Trend zur Aufgabe der Turnierkunst. Ausschlaggebend kann dabei eine Reise des Onkels von Kurfürst Christian I., Kurfürst Moritz, nach Italien im Jahr 1549 gewesen sein. Von entscheidendem Einfluss war zudem der Neapolitaner Carlo Theti, der Christians Reitlehrer war und aus dem Ort der Gestüte der Aragnonesen, Nola bei Neapel, stammte. Die Reiterstatue Christian I. über dem Pirnaischen Tor war dementsprechend eine Nachbildung der geplanten Reiterstatue Alfonso von Trastamaras, König von Neapel, von Donatello (unvollendet).
Der Kurfürstliche Stall war im Inneren mit Pferdebildern ausgemalt, die sich über den Ständern der Hengste befanden. Als Vorbild kann die Sala dei Cavalli im Palazzo Té in Mantua gedient haben. Die Außenfassade war mit römischen Schlachtgemälden, wahrscheinlich in Grisaille-Technik, bemalt.
Ab der Fertigstellung des Stallgebäudes wurden öffentliche Besichtigungen angeboten. Die Aufstellung von über 50 Figurinen schwarzer Reiter, prachtvoller Schlitten mit Pferdefigurinen, wenig später auch ausgestopfter Pferde und einem Bären, sowie Figurinen der Herrscher, dienten dazu, den Besucher zu beeindrucken.
Es wird angenommen, dass die Entscheidung Christian I., einen öffentlich zu besichtigenden Stall und nicht eine Gemäldegalerie zu schaffen (wie ihm schon 1587 in einem Traktat Gabriel Kaltenmarcks vorgeschlagen worden war), durch die damalige Bilderfeindlichkeit der Reformation motiviert war. Zudem waren jedoch auch damals die extrem kostspieligen Reitkunst-Pferde ein Objekt der Repräsentation des Fürsten.

Stallgebäude am Jüdenhof 1677
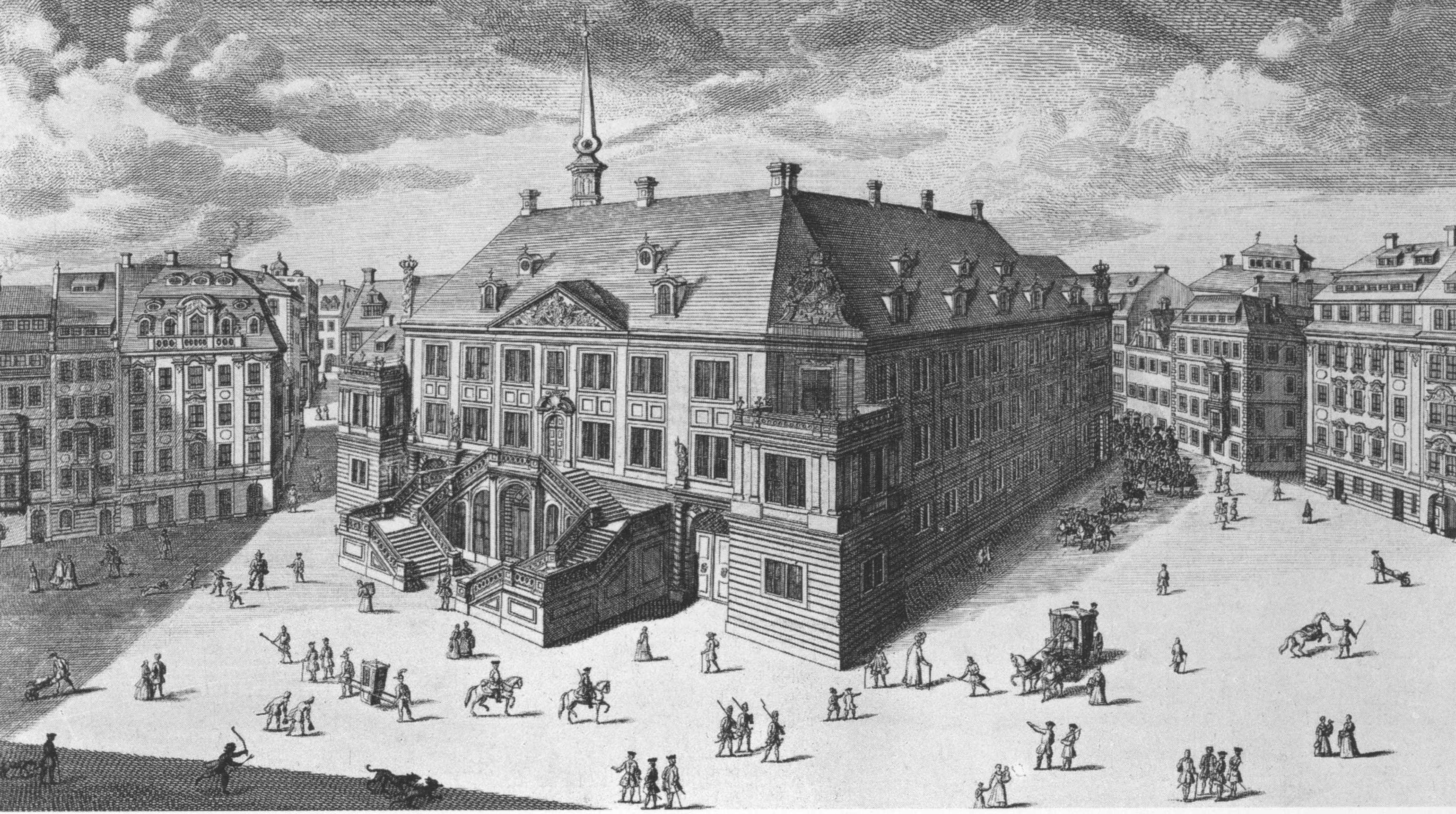
Das Stallgebäude nach seinem Umbau 1731 zum Festhaus, Stich von Moritz Bodenehr
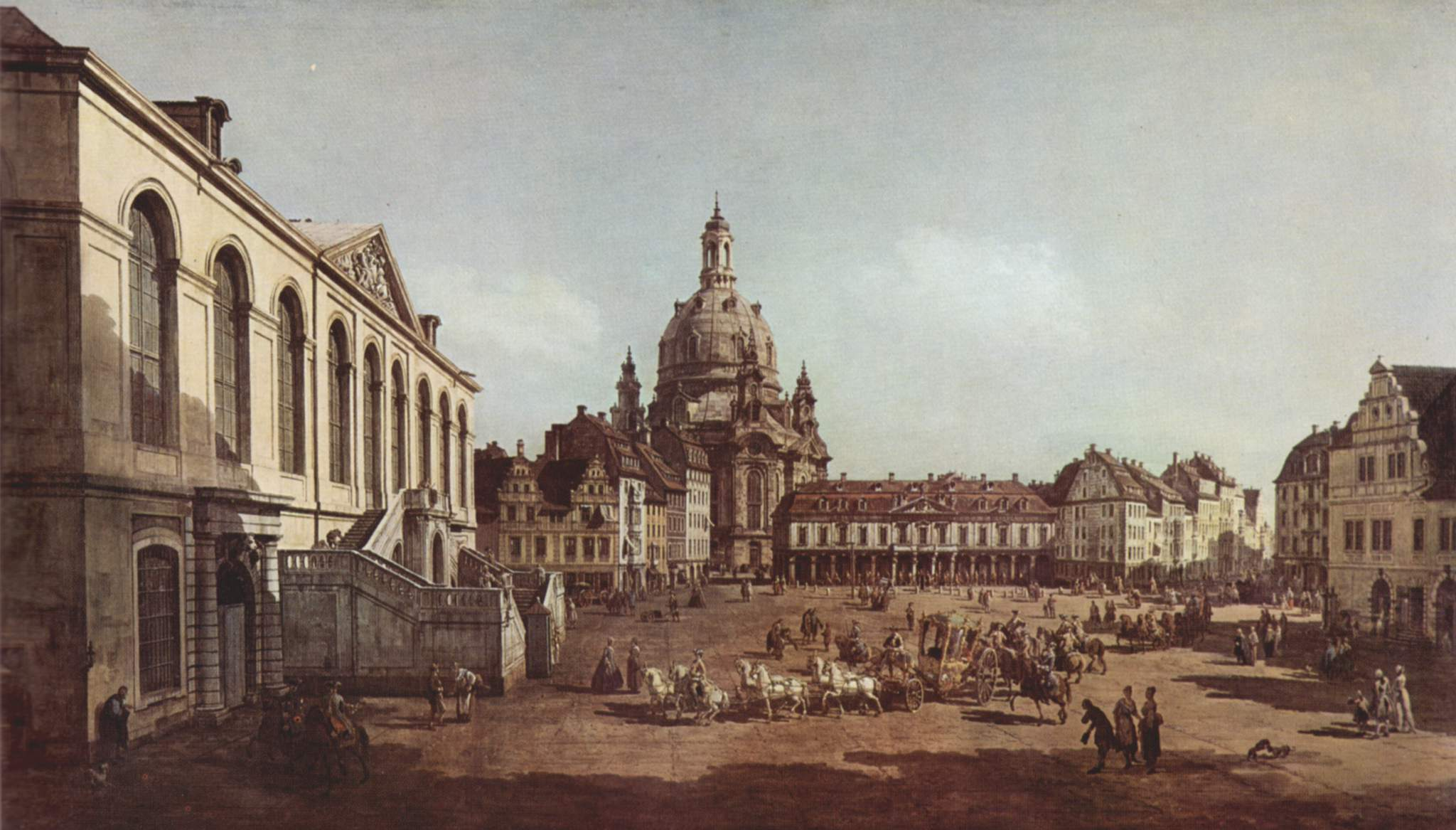
Das Johanneum (links), gemalt von Canaletto zwischen 1749 und 1751
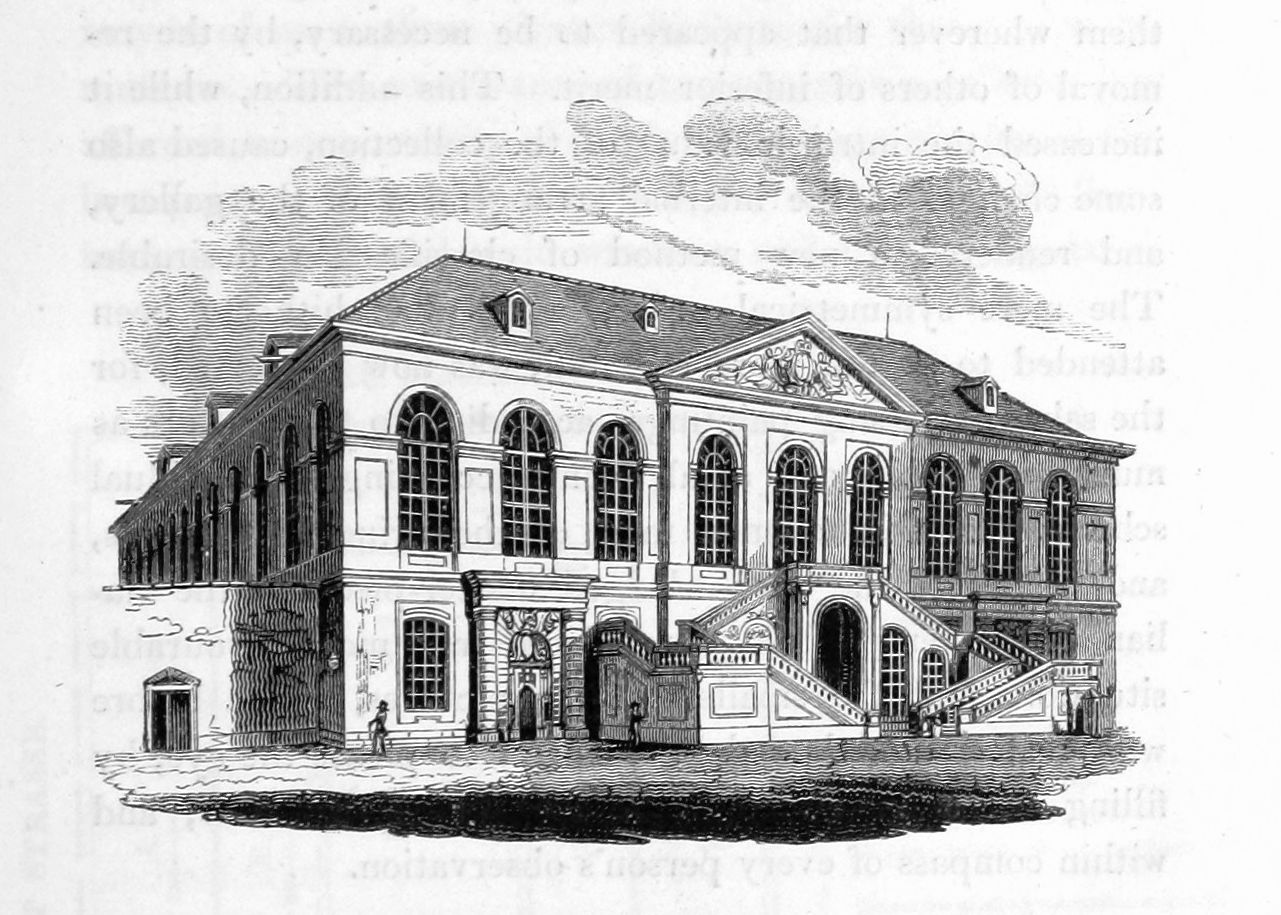
Johanneum als Gemäldegalerie um 1828

Zwischen 1730 und 1731 fügte der Architekt Johann Georg Maximilian von Fürstenhoff im Auftrag Augusts des Starken dann ein weiteres Stockwerk mit einem modernen Dach hinzu, wobei die Renaissance-Giebel entfernt werden mussten. Vor der stadtseitigen Fassade schuf er eine doppelläufige Englische Treppe, die die ursprünglich im Stallhof gelegene Freitreppe ersetzte. Über diese gelangte man nun direkt ins Obergeschoss, das in eine spätbarocke Raumfolge umgewandelt worden war. Die Stallungen im Erdgeschoss blieben erhalten.
Der das Stallgebäude mit dem Residenzschloss verbindende Lange Gang, der schon seit Christian I. eine Ahnengalerie enthielt, erhielt zwischen 1731 und 1733 eine Neuausstattung als repräsentative Gewehrgalerie.
In das neue Obergeschoss zog 1747 die Gemäldegalerie ein und verblieb hier bis 1855. Für die Ausstellung hatte Oberlandbaumeister Johann Christoph Knöffel zwischen 1744 und 1746 noch einige Umbauten durchgeführt. Dabei wurden die großen Rundbogenfenster zur besseren Ausleuchtung der Räumlichkeiten, in denen sich die Gemälde befanden, eingesetzt. Im Erdgeschoss waren von 1794 bis 1857 die Meng'schen Abguss-Figuren des Antiken-Kabinetts zur Schau gestellt.
In das Obergeschoss führt eine Rampe herauf vom Stallhof, so dass auch das Obergeschoss mit Pferden erreicht werden konnte. Es ist jedoch unklar, ob diese jemals zu etwas anderem als zum Transport von Ausrüstungsgegenständen und Schlitten benutzt wurde.
Während des Dresdner Maiaufstands 1849 wurde das Gebäude durch Beschuss stark beschädigt. Dabei wurden auch viele der wertvollen Bilder durchschossen.
Im Jahr 1866 versetzte man den Friedensbrunnen, direkt vor das Gebäude auf dem Jüdenhof. Der achteckige Brunnen von 1616 ist einer der ältesten Brunnen Dresdens.
Zwischen 1872 und 1876 erfolgte unter dem kunstsinnigen König Johann, der die ursprüngliche Bedeutung des Gebäudes erkannte, der dritte und letzte Umbau des Gebäudes, um es erneut in Renaissance-Optik zu bringen. Karl Moritz Haenel baute es in ein historisches Museum, Militaria und Kulturgeschichte Sachsens genannt, um. Die Fassade erhielt dabei eine Gestaltung im Stil der Neorenaissance. Von nun an wurde das Gebäude nach dem Bauherrn dieser Umgestaltung – König Johann – „Johanneum“ benannt. 1876 zog die Porzellansammlung in drei Räume des Obergeschosses ein. 1877 folgte das Historische Museum, die heutige Rüstkammer.
Durch die Luftangriffe auf Dresden im Februar 1945 brannte das Bauwerk aus und wurde stark beschädigt. 1950 begann der Wiederaufbau des Gebäudes, das später an das Verkehrsmuseum übergeben wurde. In den 1960er Jahren erhielt das Johanneum mit der Restaurierung der Fassade und Entfernung der Bemalungen der neo-Renaissance das heutige schlichte Aussehen.

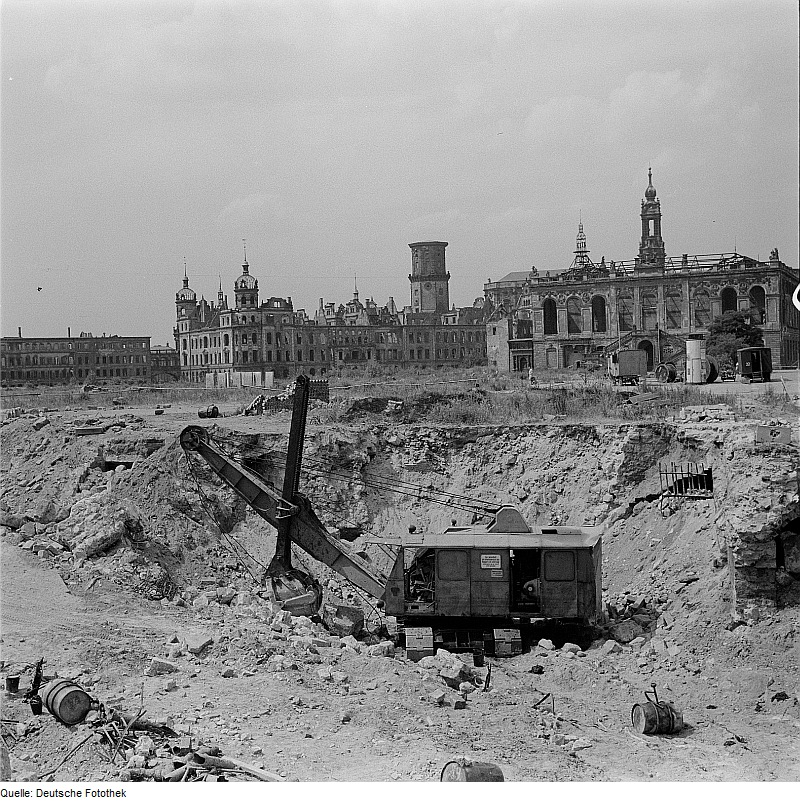
Aushubarbeiten am Neumarkt, im Hintergrund rechts das kriegszerstörte Johanneum (um 1959)
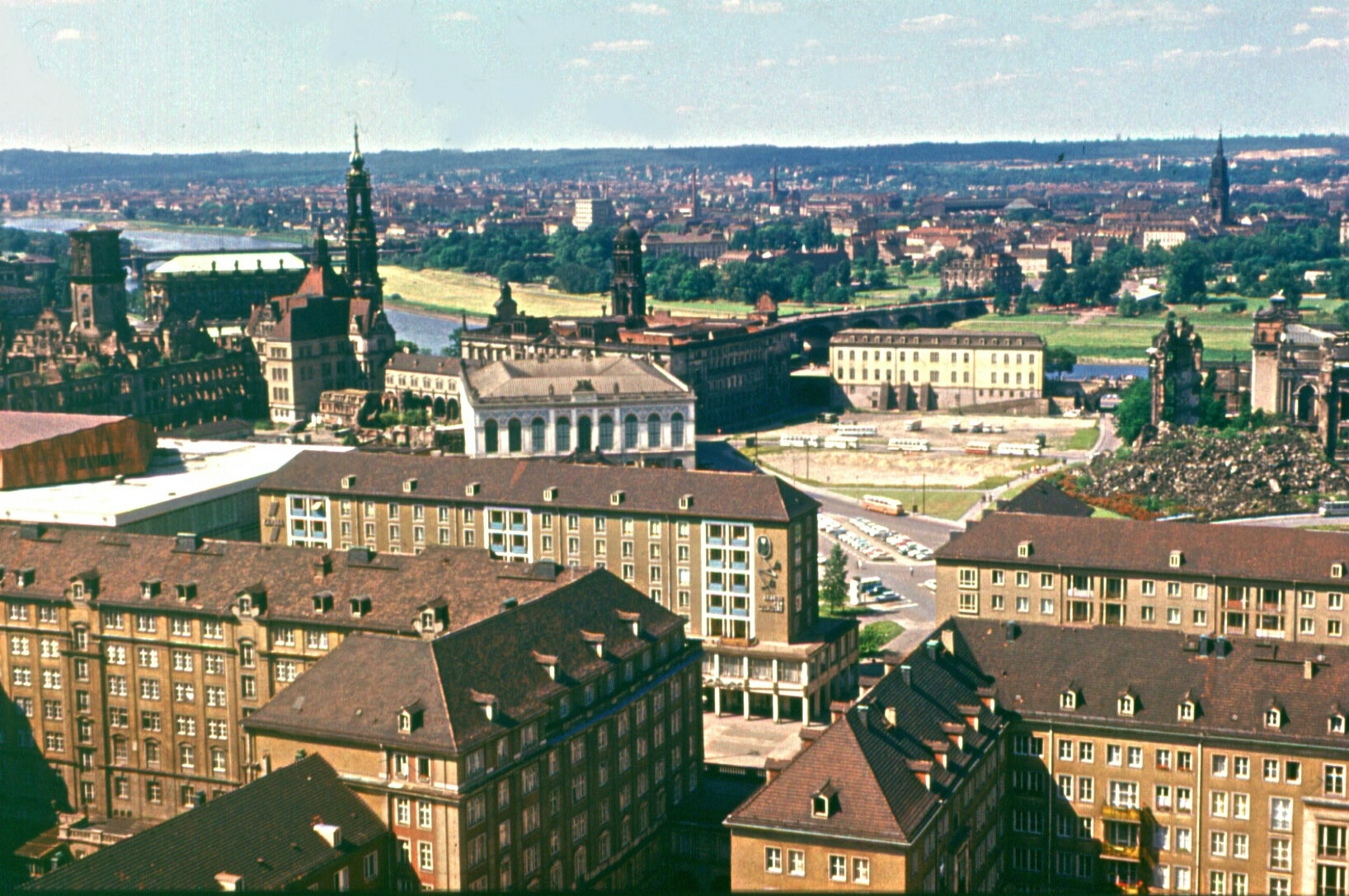
Neumarkt mit Johanneum und Ruine der Frauenkirche vom Turm des Rathauses aus gesehen (1972)
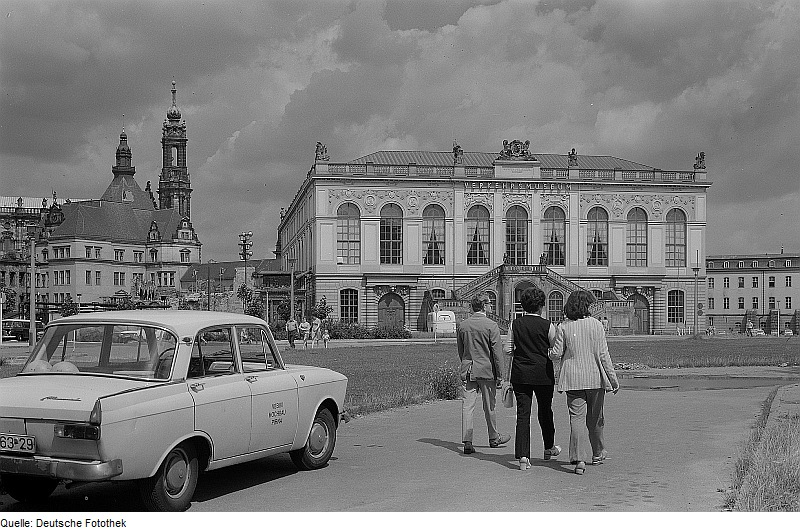
Johanneum mit der Aufschrift Verkehrsmuseum, davor der unbebaute Vorplatz (1973)
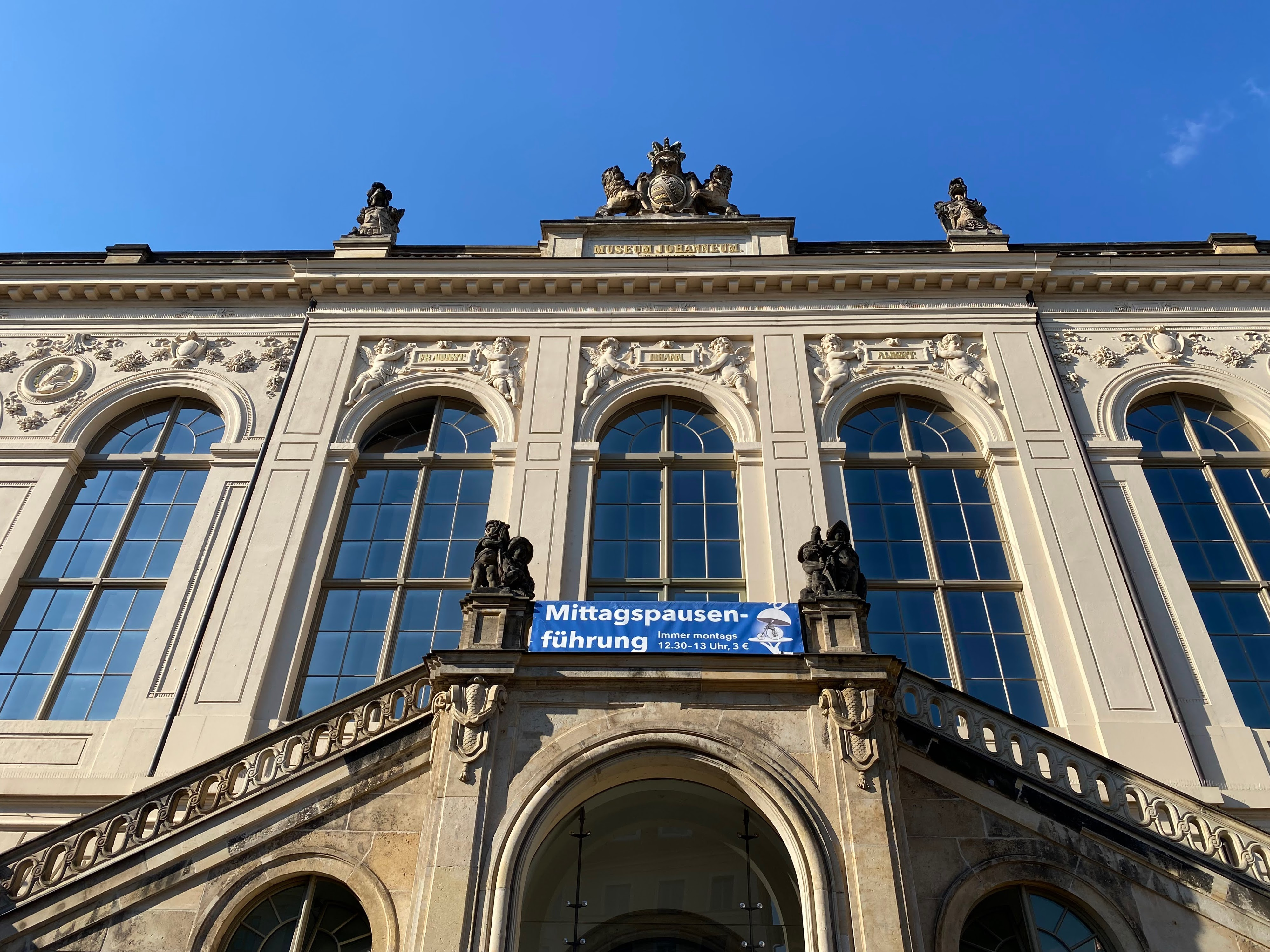
Detailansicht der stadtseitigen Fassade (2022)
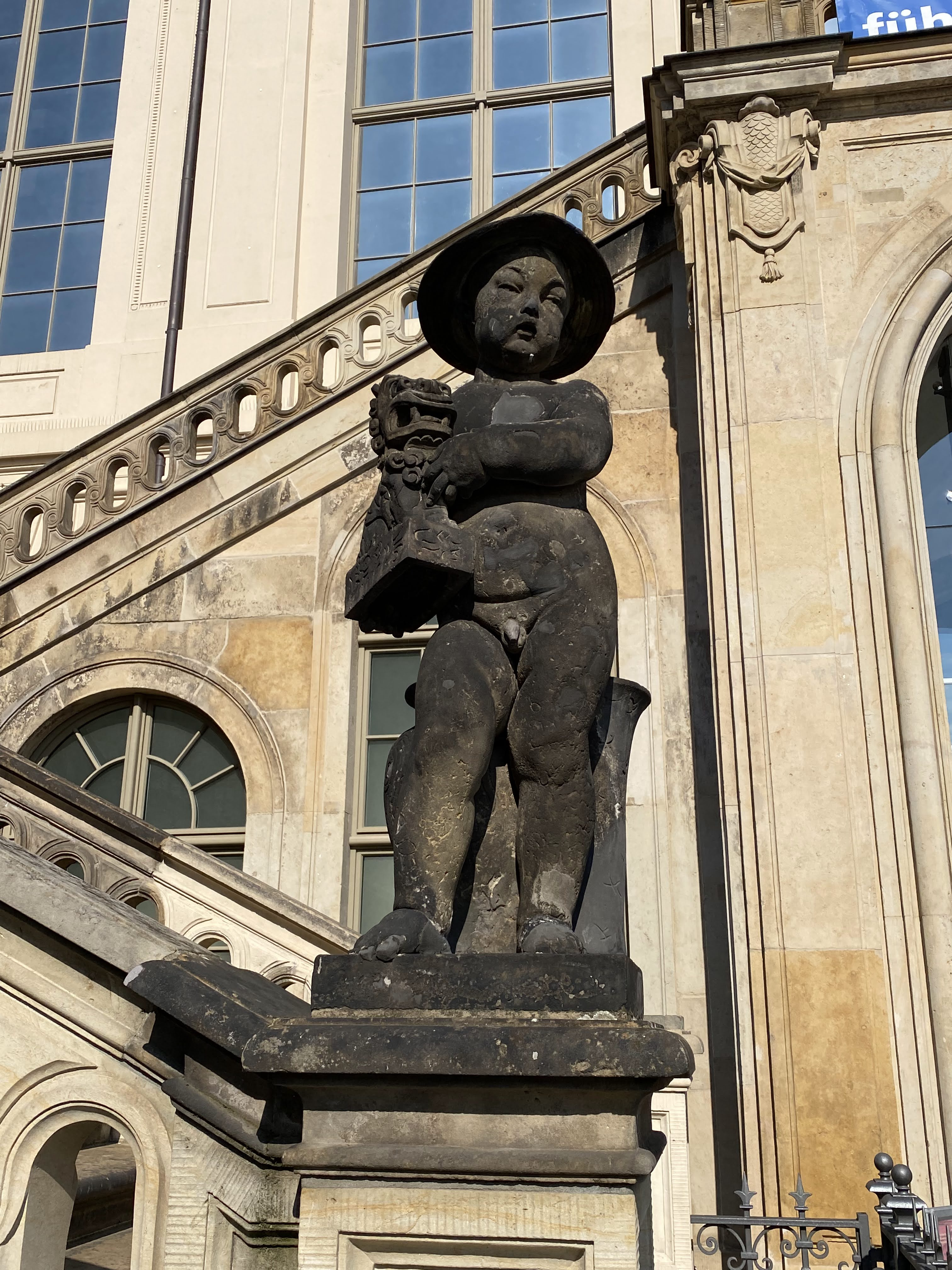
Eine der Skulpturen vor dem Haupteingang

## Gegenwart und mögliche Restaurierung
2021 wurde der Lange Gang als Teil der Rüstkammersammlung der Staatlichen Kunstsammlungen Dresden in der restaurierten bzw. rekonstruierten Räumlichkeit wiedereröffnet.
Kulturinteressierte Dresdner und die Vereinigung ArtEquestre regen nun auch eine vollständige Restaurierung des Stallgebäudes in seiner Renaissance-Form an, wie bereits im Dresdner Residenzschloss geschehen. Dazu wurde eine vollständige wissenschaftliche Studie zur Geschichte des Dresdner Kurfürstlichen Stalls erstellt. Dabei wird eine vollständige Kontextualisierung und eine Rückführung der Reitkunst-Pferde vorgeschlagen.